# Fazenda Talismã
A Fazenda Talismã é uma propriedade rural de 1000 hectares (10km²), localizada no município de Jussara (GO), que pertence ao cantor Leonardo e sua família. O nome da fazenda é o mesmo da produtora musical fundada pelo sertanejo, além de ser homônimo ao single de sucesso gravado por ele e seu irmão em 1990. Atualmente avaliada em R$ 60 milhões, é frequentemente utilizada para encontros sociais de familiares do cantor, assim como amigos da indústria do entretenimento e políticos influentes de peso nacional.
A fazenda recorrentemente torna-se objeto de manchetes de grandes veículos de comunicação do Brasil por ser cenário comum de eventos sociais que reúnem grandes personalidades da mídia e da política nacional, bem como casos polêmicos cuja repercussão nos meios jornalísticos afetaram a imagem pública de seus donos. A propriedade é adaptada com uma infraestrutura capaz de comportar centenas de pessoas, com uma mansão luxuosa, quadras esportivas, haras, lago, jet skis, capela, piscina, área de jogos e muito mais. Além disso, seu extenso pasto abarca mais de 5 mil cabeças de gado, fazendo da pecuária bovina a principal atividade econômica exercida na propriedade.

### Pista de pouso e avião com cocaína
Em 20 setembro de 1994, durante o período eleitoral, o imóvel ganhou as manchetes dos principais jornais goianos após a acusação de que a dotação orçamentária do Estado de Goiás para construção de aeroportos foi destinada para a construção e pavimentação da pista de pouso da fazenda dos irmãos. Em troca, a dupla se comprometeria a fazer 30 shows livres de cachê para a campanha do candidato governista Luiz Maguito Vilela (MDB). Leonardo corrigiu informando que seriam 25. Em resposta ao escândalo que se formava, o então secretário estadual de Transportes, Dirceu de Araújo, afirmou que a presença de máquinas do Consórcio Rodoviário Intermunicipal (Crisa) na Fazenda Talismã estava dentro das competências da empresa, cujos equipamentos estariam cedidos à Prefeitura de Jussara. A chapa de Vilela já havia passado por turbulências com a Justiça Eleitoral ao veicular a imagem da dupla no horário eleitoral gratuito na TV e passaria novamente com a dupla ameaçando deixar Goiás em exílio caso seu candidato não vencesse o pleito. 
Em novembro de 2023, um avião que carregava 437 quilos de pasta-base de cocaína, equivalente a R$ 20 milhões, aterrissou brevemente na pista de pouso da fazenda, surpreendendo os funcionários da propriedade, que chamou a Polícia Militar de Goiás (PMGO). O carregamento foi rapidamente transferido para uma caminhonete que também havia entrado na Talismã. Horas depois, o veículo foi interceptado pela Polícia Rodoviária Federal (PRF). Os ocupantes da caminhonete iniciaram tiroteio contra os agentes de segurança, ocasionando na morte de dois dos suspeitos. Outros dois conseguiram e a carga foi apreendida. A região de Mato Grosso do Sul, sudoeste de Goiás, Triângulo mineiro e interior de São Paulo faz parte da chamada "Rota Caipira", principal corredor do tráfico internacional de cocaína no Cone Sul. A entrada do entorpecente no Brasil é feita através de pequenas aeronaves, que normalmente encerram seu voo em pistas de pouso em fazendas de cana-de-açúcar, para que a carga então siga território adentro pelo modal rodoviário.

### "Lista-suja" do trabalho escravo
Em fevereiro de 2024, uma inspeção trabalhista dentro dos limites da propriedade provocou a emissão de um auto de infração específico com a caracterização da submissão de trabalhadores a um regime de trabalho análogo à escravidão. Em outubro, o registro deste ato administrativo se converteu na publicização do nome civil de Leonardo, Emival Eterno da Costa, na "lista suja do trabalho escravo" do Ministério do Trabalho e Emprego (MTE). O fato foi amplamente divulgado nos principais veículos de imprensa do país. O advogado do cantor, Pedro Vaz, veio a público relatar que a área da fazenda de onde seis trabalhadores, inclusive um menor de 17 anos, foram resgatados de condições de vida degradantes estava arrendada para cultivo de soja pelo proprietário da Fazenda Lakanka, anexa à Talismã.
Pelo nome de Leonardo estar vinculada à matrícula do imóvel, uma multa foi lavrada contra o artista. Após propositura de ação pelo Ministério Público do Trabalho, foi marcada uma audiência em que o proprietário da Fazenda Talismã e sua equipe jurídica apresentou prova do arrendamento e Termo de Ajustamento de Conduta (TAC) firmado com o arrendatário de área da Fazenda Lakanka. Por determinação judicial, após pagamento de indenização em R$225 mil, o nome de Leonardo foi retirado da "lista suja" do MTE, mas a ostensiva divulgação do caso na Rede Globo foi considerado excessivamente prejudicial a imagem do cantor, que decidiu nunca mais voltar a fazer entrevistas e apresentações para a emissora.
A compra da Fazenda Lakanka, de 1.871,61 ha (18,7161 km²), pela Talismã Participações e Empreendimentos Ltda., empresa administrada por Leonardo, foi registrada no dia 8 de agosto de 2019, com escritura pública no 1º Registro Civil e Tabelionato de Notas de Goiânia/GO, pelo valor de R$ 21.284.636,50 reais. O Contrato de Parceria Agrícola firmado entre Leonardo e o arrendatário do imóvel (que também era sócio da Talismã Participações e Empreendimentos Ltda.) previa que as etapas de preparação e limpeza do solo, como a catação de raízes e plantação de grama, eram de responsabilidade do cantor, uma vez que tinha a obrigação contratual de entregar a área arrendada pronta para o plantio. Porém, no ato de fiscalização, os agentes da Secretaria de Inspeção do Trabalho encontraram os trabalhadores resgatados realizando tais atividades. Por isso, o Leonardo foi identificado como autor da infração. Os R$ 225 mil de indenização foram divididos de modo que fossem destinados R$ 55 mil para o adolescente e R$ 30 mil para os demais. O cantor também arcou com uma rescisão no valor de R$ 39.157,50.

### Impacto cultural nas redes sociais
Antes desses ocorridos, a Fazenda Talismã já havia se tornado familiar para os seguidores da nora de Leonardo, a influencer Virgínia Fonseca, que postou um tour pela área construída da fazenda em seu canal do YouTube em 2021. Atualmente, o vídeo possui mais de 2,5 milhões de visualizações. Desde então, a propriedade tornou-se, exponencialmente, pano de fundo para diversas publicações de forte engajamento entre múltiplas páginas de fofoca no Instagram e Twitter. 
Entre os fatos mais comentados, encontram-se: a vez que Virgínia desafiou o amigo influencer, Lucas Guedez, a beber o sangue do dreno de uma de suas cirurgias plásticas em troca de R$ 50 mil reais; uma festa de aniversário do ator e cantor João Guilherme, filho de Leonardo, em que aquele estava acompanhado da sua então namorada, a atriz e produtora Bruna Marquezine, que gerou fortes boatos sobre supostos atritos entre a atriz e a família de João Guilherme, uma vez que o casal acabou rompendo dias mais tarde; e a separação de seis dias entre Virgínia e seu marido, o cantor Zé Felipe, também filho de Leonardo, após ele, bêbado, mandá-la calar a boca após sua tentativa de interrompê-lo durante um brinde.